# Entire M
Entire M – polska firma z Dolnego Śląska, działająca na globalnym rynku, specjalizująca się w projektowaniu i produkcji odzieży oraz sprzętu militarnego i outdoorowego. Jest właścicielem marek Helikon-Tex i Direct Action, a także zajmuje się dystrybucją produktów innych firm. Entire M ma ponad czterdziestoletnie doświadczenie w branży.

## Historia
Entire M zostało założone przez Grzegorza Mieszczaka w 1983 roku, rozpoczynając działalność od handlu sprzętem demobilizacyjnym. Do listopada 2021 firma działała pod marką Helikon-Tex. Nazwa „Entire” symbolizuje kompleksowy model operacyjny firmy, natomiast litera „M” odnosi się zarówno do nazwiska Mieszczak, jak i do przemysłu wojskowego (militarnego), z którego firma się wywodzi.
W 1991 roku Entire M stało się wyłącznym dystrybutorem noży Morakniv w Polsce. W 1998 roku firma stworzyła w Miękini pod Wrocławiem centrum logistyczne i biura.
W 1999 roku w firmie powstał dział badań i innowacji, oparty na profesjonalistach w swojej dziedzinie. Specjaliści zaczęli projektować rozwiązania zarówno dla cywilnych miłośników strzelectwa czy aktywności na świeżym powietrzu, jak i profesjonalnych użytkowników.

## Działalność i produkcja
Entire M to polski producent i dystrybutor odzieży i sprzętu taktycznego, outdoorowego oraz militarnego. Siedziba główna firmy znajduje się we Wrocławiu, natomiast w Błoniach, w gminie Miękinia pod Wrocławiem, mieszczą się centrum logistyczne, dział rozwoju produktu oraz dział kontroli jakości. Firma posiada również oddział w Stanach Zjednoczonych i na Tajwanie.
W 2023 roku Entire M zatrudniało średnio 314 osób w swoich polskich lokalizacjach, co stanowi wzrost o 94 osoby w porównaniu do poprzedniego roku. Cały zespół liczy ponad 350 specjalistów, w tym ekspertów wojskowych i taktycznych, projektantów, konstruktorów, kupców mody, szwaczki i specjalistów operacyjnych.
Obecnie osobami zarządzającymi firmą są: Jędrzej Mieszczak (prezes), Piotr Mieszczak (wiceprezes) oraz Piotr Chrobot (członek zarządu).
Firma spełnia standardy systemów zarządzania jakością ISO 9001 oraz AQAP 2110, co jest elementem nadzoru nad każdym etapem produkcji.

## Marki własne
Entire M zarządza dwiema markami:

### Direct Action:
- Marka powstała w celu przełożenia doświadczenia operatorów jednostek specjalnych na projekty sprzętu taktycznego.
- Oferuje wysoce wyspecjalizowany sprzęt i odzież, wykorzystywaną przez elitarne jednostki policyjne i siły zbrojne krajów NATO.
- Asortyment obejmuje m.in. pasy bojowe, apteczki, ładownice i kamizelki taktyczne.
- Dzięki własnym szwalniom w Polsce projektanci mają bezpośredni wgląd w każdy etap procesu produkcji.

### Helikon-Tex:
- Helikon-Tex[5] to producent odzieży taktycznej i outdoorowej przeznaczonej dla entuzjastów aktywnego trybu życia.
- Łączy rozwiązania znane ze świata militariów z nowoczesnymi projektami dla strzelców, fanów bushcraftu i outdooru oraz osób poszukujących taktycznych rozwiązań w odzieży miejskiej.
- Asortyment obejmuje odzież, akcesoria i specjalistyczny sprzęt, przeznaczony dla doświadczonych i wymagających użytkowników.

## Zakłady produkcyjne w Polsce
Entire M posiada trzy szwalnie w Polsce:
- Nowa Ruda: Zakład produkcyjny otwarty w 2014 roku.
- Nysa: Zakład produkcyjny oficjalnie otwarty w marcu 2023 roku.
- Świebodzice: Szwalnia uruchomiona w czerwcu 2023 roku[6].

## Dystrybucja innych marek
Entire M dystrybuuje produkty innych firm:
- Morakniv: Szwedzki producent noży. Entire M jest jego dystrybutorem od 1991 roku, współpracując z firmą od 33 lat.
- Wildo: Firma kempingowa z ponad 40-letnim doświadczeniem, dostarczająca sprzęt dla wędrowców. Współpraca trwa od 16 lat.
- Hultafors: Producent narzędzi z ponad 130-letnią tradycją, znany z siekier i akcesoriów. Współpraca trwa od 5 lat.
- Atwood: Amerykańska firma działająca od 1985 roku, specjalizująca się w produkcji lin i linek roboczych, wykorzystywanych zarówno przez wojsko, jak i osoby cywilne. Współpraca trwa od 6 lat.
- ALTA: Amerykański producent ochraniaczy taktycznych z ponad 42-letnim doświadczeniem, którego produkty są w całości wytwarzane w Stanach Zjednoczonych. Współpraca trwa od 9 lat.

## Współpraca z Jednostką Wojskową GROM
W 2018 roku Jednostka Wojskowa GROM w ramach postępowań przetargowych dwukrotnie wybrała kamizelki taktyczne Direct Action SPITFIRE® Plate Carrier jako element wyposażenia operatorów i podstawową platformę bojową. W lipcu zamówiono pierwszą partię, a w październiku kolejne 100 kompletów, obejmujących również pasy strzeleckie z rękawami ochronnymi oraz liczne ładownice i zasobniki. Był to kolejny przypadek wykorzystania przez GROM sprzętu tej marki — już rok wcześniej kamizelki SPITFIRE zostały wprowadzone w jednostce jako nowy model kamizelki bojowej.

## Współpraca z Jednostką Wojskową Komandosów (JWK)
Sprzęt marki Direct Action jest wykorzystywany przez jednostki specjalne na całym świecie. W postępowaniu przetargowym 37/2024, ogłoszonym przez Jednostkę Wojskową nr 4101 (Jednostka Wojskowa Komandosów – JWK) w Lublińcu, firma Entire M Sp. z o.o. została wybrana jako dostawca w dwóch zadaniach:
- Zadanie nr 5: Dostawa kieszeni na magnes (34 komplety). Entire M zaoferowała produkt Magnetic Shotgun Holder marki Direct Action.
- Zadanie nr 6: Dostawa toreb na linę (Rope Bag) (50 kompletów). Entire M zaoferowała produkt Rope Bag marki Direct Action.